# Holliday Records
Holliday Records（ホリディ・レコード）は、渡辺勝彦が主宰するインディーズのレコードレーベル。現在は事実上、渡辺勝彦の個人レーベルである。立ち上げ当初はカセットデッキによって重ね録りされたと思われる音源を、カセットテープのみで手売り及び委託販売していた。ジャケットもカラーコピー、歌詞カードも手書きによるコピーで、とてもお金を取って売ってはいけないような商品（渡辺勝彦・談）だったが、一部のビートルズファンや大滝詠一ファン（ナイアガラー）からの強い支持もあり、1981年12月から1990年4月まで細々と活動していた。永らく自然消滅状態だったが、2006年1月に突如復活し支持者を驚かせた。

## 名前の由来
レーベルの代表者である渡辺勝彦が、自身がリスペクトしているビートルズが"Beetle"と"Beat"を組み合わせた造語である事に敬意を抱き、自身が好きな言葉「休み（Holiday）」と、同じくリスペクトしていたバディ・ホリーのHollyを組み合わせて造った造語である。しかし実際には海外にも同名のHolliday Recordsというレーベルは存在しているし、Hollidayさんという苗字の方も存在している。しかし本人曰く「その時は知らなかった」との事。

## 設立の経緯
そもそもは主宰者の渡辺勝彦が千代田工科芸術専門学校に在籍していた時に知り合った友人が、ムーンライトという架空のレコード会社をでっちあげ、オリジナル曲を録音して「発売した事」にしていたり、同じく架空のラジオ局FRS（FMラジオ仙波）の番組内でオンエアしていた事に感動し、自身もブラックバードという架空のレコード会社をでっちあげ、この遊びに参加した事から始まった。
その輪は次第に広まり、ムーンライト、ブラックバードの他、スコール、ウォルラス、クレーン等の弱小レーベルが、それぞれ設立されていったが、ある時期（詳しくは不明。1981年12月から1983年5月までの間のどこか）からそれぞれの作品にSounds Vox Recoedsとクレジットされるようになった。それが後の1983年9月にHolliday Recordsへと進化している。
また立ち上げた理由のひとつとして、渡辺勝彦がリスペクトするビートルズがApple Records、都倉俊一がTee、大滝詠一がNiagara Recordsを設立していた事も、大きな要因となっている。その為か初期の作品には、ビートルズや大滝詠一のジャケットのパロディーが多かったり、楽曲自体にもパロディー（ノベルティータイプ）が多い。またあのねのねや河島英五等が所属していた京都レコードからの影響も強い（「京都レコード」に入りたかった」という発言有り）。

## 所属していたミュージシャン
- 佐竹真喜雄
- 市川嘉昭
- コールド・ターキー
- 渡辺勝彦
- 阿久津早苗
- 石橋和美
- 原千恵子
- 羽入田聡美
- 吉原よし隆
- 森健
- 山下裕子
- Fresh And Noble Orchestra
- 須永泰行
- 室谷浩
- 権田由紀
- 豊田弘恵
- セカンド・タイム
- 五十嵐和也
- 渡辺悦子
- 渡部誠司
- 亀井幸徳
- 高野真樹子
- DREAM × 5
- 小林みな子
- 江守明子
- 大久保和子
- シルヴァー・ホリディズ
- 那須千賀子
- Live And Let Play

## ヒストリー
- 1980年
  - 渡辺勝彦が当時通っていた、六本木にあったボイストレーニングスクールJVTにおいて、2名の歌手のたまごに出逢った事から、Holliday Records（スタート当時の名称はブラックバード）の構想が生まれる。
- 1981年
  - 結成していたバンド「Zumin & Hot As Sun」を解散した渡辺勝彦が、新たなバンド「コールド・ターキー」を結成。11月26日に千代田工科芸術専門学校681教室においてデビューライブを行い、この時のライブ音源がブラックバード初のアルバムとして発表される。
- 1982年
  - 渡辺勝彦が初のアルバム「Come ALONG VACATION」を発表。同年阿久津早苗、石橋和美、原千恵子、羽入田聡美といった女性歌手を次々にプロデュースするが、当時の世間のブラックバードの作品への評価は皆無に等しく、一部の熱狂的な愛好者にしか受けず、制作作品数が多い割りに売れなかった為、某作曲家のゴーストライターのアルバイト等で生計を立てていたとの事（本人・談）。
- 1983年
  - ブラックバード及びその周辺に乱立していた自主制作レーベルが集結しHolliday Recordsを発足。9月に第1回新譜を発表。
- 1986年
  - Holliday Recordsで活動していたバンド、シルヴァー・ホリディズに、ブルース・クリエイションや「ナイアガラ音頭」で知られる布谷文夫氏が参加予定とオリコン誌に掲載されたが、結局実現には至らず。但しこの頃ソロで録音した曲が、翌年Holliday Recoedsのコンピレーションアルバムに収録された。ちなみにこの時の音源を使用した海賊盤CDが2000年代中盤に入ってネットオークションを中心に出回った事がある。
- 1987年
  - 女優・ヴォイスアーティストの那須千賀子が加入。
- 1990年
  - 4月に発表した渡辺勝彦のアルバム「TO KNOW ME IS TO LOVE ME」を最後に、Holliday Recordsが自然消滅。
- 2005年
  - Holliday Recordsの保存を目的とした公式ホームページが誕生。過去に発表したアルバム47作品が次々にCD化される。
- 2006年
  - 10月に渡辺勝彦の16年半振りのアルバム「KATIE WACKMAN'S LONELY SITAR JET VTOLS」が発表される。
- 2007年
  - 7月、渡辺勝彦のオフィシャルMySpace上に「左手示指基節骨骨折と靭帯損傷により活動ストップの危機?」の文字が掲載される。
- 2013年
  - 7月、渡辺勝彦が音楽活動を再開。ラDONという名前で茨城県鹿嶋市の少人数吹奏楽団「ファニーバンド」にユーフォニアム奏者として加入。
  - 11月、ファニーバンドがメンバーの結婚披露宴にて「おすぎとコテツのバラード」（作曲：渡辺勝彦/編曲：山本朱美）というオリジナル楽曲を演奏する。

## ディスコグラフィ

### アルバム（現在のCDに基く）
- 「DAWN IN BLACKBIRD」（編集盤）
- 「LIVE AT CHIYODA 681」- コールド・ターキー
- 「Come ALONG VACATION」- 渡辺勝彦
- 「SKY MEROS Vol.1」- 佐竹真喜雄・渡辺勝彦・原千恵子
- 「TO YOU」- 渡辺勝彦
- 「JOMEL Vol.1」- 渡辺勝彦・阿久津早苗・石橋和美
- 「夢で逢えたら」- 原千恵子★「Cinderella of the 21st Century」- 羽入田聡美
- 「多羅尾伴外楽團 Vol.1」
- 「IT'S A POPPIN' CALENDAR」- 渡辺勝彦
- 「多羅尾伴外楽團 Vol.2」
- 「RETIRE」- 渡辺勝彦
- 「ONDO MIDNIGTH D.J.」- BLACKBIRD FALLIN' STARS
- 「BREEZE ALONG.....FEEL SO POP!」- 渡辺勝彦
- 「Sing ALONG.....FEEL SO POP!」
- 「BLACKBIED FALL STARS」（編集盤）
- 「MORE BLACKBIED FALL STARS」（編集盤）
- 「MORE MORE BLACKBIED FALL STARS」（編集盤）
- 「SKY MEROS Vol.2」- 森健・渡辺勝彦・権田由紀
- 「FOR LOVERS -BLACKBIRD SONG BOOK-」
- 「JOMEL Vol.2」- Blackbird JOMEL Stars
- 「COLD CUTS」- （編集盤）
- 「LOVE♥SONGS」- 渡辺勝彦
- 「SWEET HOLLIDAY TRAX & MUSIC ROAD'83」- DREAM × 5
- 「KATSUHIKO WATANABE'S CHRISTMAS ALBUM」
- 「BEFORE CHRIST」- 渡辺勝彦
- 「OKUTAMA LAKE LEGEND'84」- 渡辺勝彦
- 「TIME SLIPS」- 小林みな子
- 「ULTRAMAN FANTASY」- 渡辺勝彦
- 「CANO!」- 小林みな子
- 「FOR LOVERS 2 -HOLLIDAY SONG BOOK-」
- 「POSI & NEGA Vol.1」- 渡辺勝彦＆小林みな子
- 「JOMEL Vol.3」- Holliday JOMEL Stars
- 「JEWELS」- 小林みな子
- 「POSI & NEGA Vol.2」- 渡辺勝彦＆小林みな子
- 「KISS IN POPS HEAVEN」- 渡辺勝彦
- 「JUNE BRIDE」- 大久保和子
- 「PRIVATE TEACHER」- 渡辺勝彦
- 「BEACH GIRL」- 大久保和子
- 「SILVER HOLLIDAYS」- シルヴァー・ホリディズ
- 「JOKWB Vol.1」- Holliday JOKWB Stars
- 「HOLE IN ONE」- 渡辺勝彦＆大久保和子
- 「JEUNEFILLE」- 奈須千賀子
- 「Mode de Chikako」- 奈須千賀子
- 「JOKWB Vol.2」- Holliday JOKWB Stars
- 「DANGEROUS HOLE」- 渡辺勝彦
- 「CHIKAKO TIME」- 奈須千賀子
- 「MIYUKI LOVE」- 渡辺勝彦
- 「TO KNOW ME IS TO LOVE ME」- 渡辺勝彦
- 「KATIE WACKMAN'S LONELY SITAR JET VTOLS」- 渡辺勝彦

### 主なシングル
- 「ふしぎな季節」- 阿久津早苗
- 「やさしさだけを そのままに…」- 石橋和美
- 「ジェラス・ガイ」- 原千恵子
- 「美少女」- 佐竹真喜雄
- 「愛、夏の終りに…(Lost Love)」- 渡辺勝彦
- 「アバウト・ラヴ」- 原千恵子
- 「ブラックバード・サンバ」- 渡辺勝彦
- 「先駆者」- 須永泰行・渡辺勝彦・室谷浩
- 「ラッキー・ディ」- 羽入田聡美
- 「真夜中の妖精」- 渡辺勝彦
- 「ハロー！ミスター・スキャンダル」- 高野真樹子
- 「Sunday」- 小林みな子
- 「イニシャル色の午後」- 小林みな子
- 「南風フォロー・ミー」- 大久保和子
- 「Panic In Stadium」- 渡辺勝彦
- 「ブルー・レイニー・デイ」- 那須千賀子